# Bobby Darin
Bobby Darin (født Walden Robert Cassotto den 14. maj 1936 i Bronx i New York, død 20. december 1973 i Los Angeles i Californien) var en amerikansk sanger, sangskriver og skuespiller. Han indspillede sin første millionsælgende single, "Splish Splash", i 1958. Blandt hans mest kendte indspilninger er "Beyond the Sea", "Dream Lover", "Mack the Knife" og "Things".
Som barn led han af gigtfeber, som var pinefuld og gjorde skade på hans hjerte. Han overhørte lægen sige, at han ikke ville leve til at blive ældre end 16 år. Han besluttede derfor, i en meget ung alder, at han ingen tid havde at spilde.
Bobby Darin arbejdede meget hårdt for at nå toppen og blev ofte citeret af pressen for at sige, at han ønskede at være en "legende når han var 25." Hans mange hengivne fans mener, at han nåede dette mål på rekordtid.
Som skuespiller blev Darin blev nomineret til en Oscar for bedste mandlige birolle i sin rolle som korporal Jim Tompkins i filmen Militærlægen Kaptajn Newman fra 1963, hvor Darin spillede sammen med Gregory Peck og Tony Curtis.
I løbet af 1960'erne blev han mere politisk aktiv og arbejdede på Robert F. Kennedys demokratiske præsidentkampagne. Han modtog meddelelsen om mordet på RFK efter en optræden på MR D's club i San Fransisco i juni 1968. I løbet af samme år opdagede han, at kvinden, der havde opdraget ham, ikke var hans mor men derimod hans bedstemor, og samtidigt at kvinden han troede var hans søster faktisk var hans mor. Disse begivenheder påvirkede Darin dybt og sendte ham ud i en lang periode med afsondrethed.
Darin var gift med skuespilleren Sandra Dee fra 1. december 1960 til 7. marts 1967. Han led af en hjertesygdom hele livet og døde i 1973 umiddelbart efter en operation. Hans liv er fremstillet i filmen Beyond the Sea fra 2004, hvor Kevin Spacey spiller hovedrollen og synger. Darin har fået en stjerne på Hollywood Walk of Fame, og han blev i 1990 optaget i Rock and Roll Hall of Fame.

## Tidlige år
Walden Robert Cassotto blev født 14. maj 1936 i på Bellevue Hospital kl 5:28. Hans første hjem var 125th Street and Second Avenue, East Harlem-kvarteret i New York City.  Hans morfar, Saverio Antonio "Big Sam Curly" Cassotto (født 26. januar 1882), som var af italiensk afstamning døde i fængsel af lungebetændelse, som følge af narkotika afrusning, et år før Darins fødsel. Hans mormor, Vivian Fern Walden, som kaldte sig selv "Polly" og blev født i 1891. Hun var en vaudeville-sangerinde. Darin’s mor, Vanina Juliette "Nina" Cassotto (født 30. november 1917), blev gravid i sommeren 1935, da hun var 17. Nina og hendes mor udklækkede en plan om at udgive sit barn som Ninas lillebror. Samtidig flyttede familien til 2037 First Avenue 105th Street, East Harlem, hvor ingen kendte dem og deres hemmelighed var velbevaret.
Darin troede derfor, at hans mor Nina i stedet var hans storesøster, og at Polly, som havde opdraget ham fra fødslen, var hans mor. I 1968, da han var 32 og overvejede at gå ind i politik, fortalte Nina ham sandheden, men hun nægtede at afsløre identiteten på hans biologiske far og holdt den hemmelighed til sin død i 1983. Darin forsøgte resten af livet, uden held, at finde ud af, hvem hans biologiske far var.
Darin flyttede til Bronx tidligt i sit liv og familien lejede et sommerhus i Staten Island. Darin dimitterede fra den prestigefyldte Bronx High School of Science. Derefter meldte han sig ind på Hunter College og flyttede hurtigt til dramaafdelingen. Efter kun to semestre droppede han ud for at forfølge en skuespillerkarriere.
Bobby tog navnet Darin, da han begyndte at optræde.
Efter at have dimitteret fra The Bronx High School of Science og gået på Hunter College i et år, startede Darin ud, først som demoskribent og derefter som demosanger i den legendariske Brill Building i New York City, sammen med fremtidige stjerner Connie Francis og Don Kirshner. I 1957 indspillede han for Decca, men fandt berømmelse hos ATCO Records i 1958 med sine første hitplader "Splish Splash" og "Dream Lover", som han begge komponerede.
Sent i 1958 indspillede Bobby Darin albummet That's All, en LP med standarder, efter forslag fra hans publicist og ven Harriet Wasser. Denne LP indeholdt hans signatursang "Mack the Knife", som vandt 1959 "Record of the Year" og Darin "Best New Artist" Grammy. "Mack the Knife" var nummer et på Billboard-hitlisterne i ni uger i 1959 og er en af de mest solgte plader i historien.

## Personlig
Bobby Darin og Connie Francis var kærester, da de begge begyndte deres karriere i pladeindustrien. Bobby og Connie mødtes i januar 1956. Connie’s far, var imod deres forhold og det resulterede i deres brud med hinanden.
I sommeren 1957, mens Darin var på tur i Detroit, for at optræde og promovere sine singler, mødte han servitricen Lillian Sweet som han havde et kort forhold til. Dette resulterede i en søn, som straks efter fødsel blev bortadopteret. Barnet fik efter adoption navnet Sam Tallerico. Tallerico har via DNA-test fået bekræftet sit ophav. Darin havde ingen viden om denne søn.
Den 1. december 1960 giftede Darin sig med skuespillerinden Sandra Dee, som var hans medskuespiller i filmen Come September, og de fik en søn, Dodd Mitchell Darin, født den 16. december 1961. (Darin og Dee blev skilt den 7. marts 1967 .
Bobby Darin og Andrea Joy Yeager mødtes i sommeren 1970. De var gift i 3 måneder, fra den 26. juni 1973 og blev skilt den 24. oktober 1973.

## Senere år
Darin blev mere politisk aktiv som 1960'erne skred frem, og hans musikalske produktion blev mere "folkelig". I 1966 havde han et hit med folkesangeren Tim Hardins "If I Were a Carpenter", hvilket sikrede en tilbagevenden til Top 10 efter to års fravær.
Darin rejste sammen med Robert F. Kennedy og arbejdede på politikerens præsidentkampagne i 1968. Han var sammen med Kennedy den dag, han rejste til Los Angeles den 4. juni 1968 til primærvalget i Californien. Han var tilstede på Arlington National Cemetery i Arlington County, Virginia, da RFK blev begravet. Graven nåede ikke at blive tildækket samme aften, så Darin blev ved graven til næste morgen. Denne begivenhed, kombineret med at lære om hans sande afstamning, havde en dyb effekt på Darin, som tilbragte det meste af det næste år med at leve i afsondrethed i en trailer nær Big Sur.
Da han vendte tilbage til Los Angeles i 1969, startede Darin sit eget pladeselskab, som fik titlen Direction Records. Han udgav folkemusik og protestmusik. Darin skrev "Simple Song of Freedom" i 1969, som i en interessant vending først blev indspillet af Tim Hardin. Darin sang selv sangen "live" på flere tv-serier. Eddie Skoller sang den i 1970 som ”En enkel sang om frihed”
Om hans første Direction-album sagde Darin: "Formålet med Direction Records er at opsøge udmeldende markører. Albummet er udelukkende sammensat af kompositioner designet til at afspejle mine tanker om de turbulente aspekter af det moderne samfund."
Begyndende den 27. juli 1972 medvirkede han i sit eget tv-varieteshow på NBC, Dean Martin Presents: The Bobby Darin Amusement Company, som kørte i syv afsnit, der sluttede den 7. september 1972. Fra den 19. januar 1973 medvirkede han i et lignende show på NBC kaldet The Bobby Darin Show. Det show kørte i 13 episoder, der sluttede den 27. april 1973.

## Diskografi (album i udvalg)
- 1958: Bobby Darin
- 1959: That's All
- 1960: This is Darin
- 1960: For Teenagers Only
- 1960 The 25th Day of December
- 1961: Two of a Kind, sammen med Johnny Mercer
- 1961: Love Swings
- 1961: Twist with Bobby Darin
- 1962: Bobby Darin Sings Ray Charles
- 1962: Things & Other Things
- 1962: Oh! Look at Me Now
- 1963: You're the Reason I'm Living
- 1963: It's You or No One
- 1963: 18 Yellow Roses
- 1963: Earthy!
- 1963: Golden Folk Hits
- 1964: Winners
- 1964: From Hello Dolly to Goodbye Charlie
- 1965: Venice Blue
- 1966: Bobby Darin Sings The Shadow of Your Smile
- 1966: In a Broadway Bag
- 1966: If I Were a Carpenter
- 1967: Inside Out
- 1967: Bobby Darin Sings Doctor Dolittle
- 1968: Bobby Darin Born Walden Robert Cassotto
- 1969: Commitment, som Bob Darin
- 1972: Bobby Darin

## Single plader
BOBBY DARIN 45s på DECCA (A & B sider / Mærke & Nr / frigivelses dato)
- TIMBER / ROCK ISLAND LINE (DECCA 9-29883) (April 1956)
- BLUE-EYED MERMAID / SILLY WILLY (DECCA 9-29922) (June 1956)
- HEAR THEM BELLS / THE GREATEST BUILDER (DECCA 9-30031) (August 1956)
- DEALER IN DREAMS / HELP ME (DECCA 9-30225) (February 1957)
- SILLY WILLY / DEALER IN DREAMS (DECCA 9-30737) (September 1958)

DECCA periode:

BOBBY DARIN 45s på ATCO (A & B sider / Mærke & Nr / frigivelses dato)
- I FOUND A MILLION DOLLAR BABY / TALK TO ME SOMETHING (ATCO 6092) (1957)
- DON'T CALL MY NAME / PRETTY BETTY (ATCO 6103) (1957)
- JUST IN CASE YOU CHANGE YOUR MIND / SO MEAN (ATCO 6109) (1958)
- SPLISH SPLASH / JUDY DON'T BE MOODY (ATCO 6117) (1958)
- EARLY IN THE MORNING / NOW WE'RE ONE (ATCO 6121) (1958)
- QUEEN OF THE HOP / LOST LOVE (ATCO 6127) (1958)
- MIGHTY,MIGHTY MAN / YOU'RE MINE (ATCO 6128) (1958)
- PLAIN JANE / WHILE I'M GONE (ATCO 6133) (1959)
- DREAM LOVER / BULLMOOSE (ATCO 6140) (1959)
- MACK THE KNIFE / WAS THERE A CALL FOR ME (ATCO 6147) (1959)
- BEYOND THE SEA / THAT'S THE WAY LOVE IS (ATCO 6158) (1960)
- CLEMENTINE / TALL STORY (ATCO 6161) (1960)
- MOMENT OF LOVE / SHE'S TANFASTIC (ATCO SPD) (1960)
- BILL BAILEY / I'LL BE THERE (ATCO 6167) (1960)
- BEACHCOMBER / AUTUMN BLUES (ATCO 6173) (1960)
- ARTIFICIAL FLOWERS /SOMEBODY TO LOVE (ATCO 6179) (1960)
- CHRISTMAS AULD LANG SYNE / CHILD OF GOD (ATCO 6183) (1960)
- LAZY RIVER /OO-EE-TRAIN (ATCO 6188) (1961)
- NATURE BOY / LOOK FOR MY TRUE LOVE (ATCO 6196) (1961)
- COME SEPTEMBER / WALK BACH TO ME (ATCO 6200) (1961)
- YOU MUST HAVE BEEN A BEAUTIFUL BABY / SORROW TOMORROW (ATCO 6206) (1961)
- AVA MARIA / OH COME ALL YE FAITHFUL (ATCO 6211) (1961)
- IRRESISTIBLE YOU / MULTIPLICATION (ATCO6214) (1961)
- WHAT I'D SAY(PART1)/ WHAT I'D SAY(PART2) (ATCO 6221) (1962)
- THINGS / JAILER BRING ME WATER (ATCO 6229) (1962)
- BABY FACE / YOU KNOW HOW (ATCO 6236) (1962)
- I FOUND A NEW BABY / KEEP A WALKIN' (ATCO 6244) (1962)
- MILORD / GOLDEN EARRINGS (ATCO 6297) (1964)
- SWING LOW SWEET CHARIOT / SIMILAU (ATCO 6316) (1964)
- MINNIE THE MOOCHER / HARD HEARTED HANNAH (ATCO 6334) (1965)

BOBBY DARIN 45s på BRUNSWICK (A & B sider / Mærke & Nr / frigivelses dato)
- EARLY IN THE MORNING / NOW WE'RE ONE (BRUNSWICK 55O73) (1958)

(Note: Denne plade var optaget under navnet,"The Ding Dongs.")

BOBBY DARIN 45s på CAPITOL (A & B sider / Mærke & Nr / frigivelses dato)
- IF A MAN ANSWERS / A TRUE TRUE LOVE (CAPITOL 4837) (1962)
- YOU'RE THE REASON I'M LIVING / NOW YOU'RE GONE (CAPITOL 4897) (1963)
- EIGHTEEN YELLOW ROSES / NOT FOR ME (CAPITOL 4970) (1963)
- TREAT MY BABY GOOD / DOWN SO LONG (CAPITOL 5019) (1963)
- BE MAD LITTLE GIRL / SINCE YOU'VE BEEN GONE (CAPITOL 5079) (1963)
- I WONDER WHO'S KISSING HER NOW / AS LONG AS I'M SINGING (CAPITOL 5126) (1964)
- THE THINGS IN THIS HOUSE / WAIT BY THE WATER (CAPITOL 5257) (1964)
- HELLO DOLLY / GOODBYE CHARLIE (CAPITOL 5359) (1965)
- VENICE BLUE / IN A WORLD WITHOUT YOU (CAPITOL 5399) (1965)
- WHEN I GET HOME / LONELY ROAD (CAPITOL 5443) (1965)
- THAT FUNNY FEELING / GYP THE CAT (CAPITOL 5481) (1965)

BOBBY DARIN 45s på ATLANTIC (A & B sider / Mærke & Nr / frigivelses dato)
- WE DIDN'T ASK TO BE BROUGHT HERE / FUNNY WHAT LOVE CAN DO (ATLANTIC 2305) (1965)
- THE BREAKING POINT / SILVER DOLLAR (ATLANTIC 2317) (1966)
- MAME / WALKING IN THE SHADOWS OF LOVE (ATLANTIC 2329) (1966)
- WHO'S AFRAID OF VIRGINIA WOOLF / MERCI CHERIE (ATLANTIC 2341) (1966)
- IF I WERE A CARPENTER / RAININ' (ATLANTIC 2350) (1966)
- THE GIRL WHO STOOD BESIDE ME / REASON TO BELIEVE (ATLANTIC 2367) (1966)
- LOVIN YOU / AMY (ATLANTIC 2376) (1967)
- THE LADY CAME FROM BALTIMORE / I AM (ATLANTIC 2395) (1967)
- DARLING BE HOME SOON / HELLO SUNSHINE (ATLANTIC 2420) (1967)
- SHE KNOWS / TALK TO THE ANIMALS (ATLANTIC 2433) (1967)
- TALK TO THE ANIMALS / AFTER YOU'VE GONE (ATLANTIC 2433) (1967)

BOBBY DARIN 45s på DIRECTION (A & B sider / Mærke & Nr / frigivelses dato)
- LONG LINE RIDER / CHANGE (DIRECTION 350) (1969)
- ME & MR HOHNER / SONG FOR A DOLLAR (DIRECTION 351) (1969)
- JIVE / DISTRACTIONS (PART 1) (DIRECTION 352) ( 1969)
- SUGAR MAN / JIVE (DIRECTION 4000) (1969)
- BABY MAY / SWEET REASONS (DIRECTION 4001)( 1969)
- MAYBE WE CAN GET IT TOGETHER / Rx-PYRO (PRESCRIPTION: FIRE) (DIRECTION 4002) (1970)

BOBBY DARIN 45s på MOTOWN (A & B sider / Mærke & Nr / frigivelses dato)
- MELODIE / SOMEDAY WE'LL BE TOGETHER (MOTOWN 1183) (1971)
- SIMPLE SONG OF FREEDOM / I'LL BE YOUR BABY TONIGHT (MOTOWN 1193) (1971)
- SAIL AWAY / HARD HEADED WOMAN (MOTOWN 1203) (1972)
- AVERAGE PEOPLE / SOMETHING IN HER LOVE (MOTOWN 1212) (1972)
- HAPPY / SOMETHING IN HER LOVE (MOTOWN 1217) (1972)

International liste over Bobbys singler:

## Film[7]
- SHADOWS (1959) Bobby havde en ukrediteret rolle i denne John Cassavetes film
- PEPE (1960) Bobby synger "That's How It Went Alright."
- TALL STORY (1960) Bobby synger, men er ikke med i filmen.
- COME SEPTEMBER (1961) Bobby spiller sammen med Sandra Dee, som han giftede sig med senere samme år. Endvidere medvirker Rock Hudson and Gina Lollobrigida. Bobby sang "Multiplication".
- TOO LATE BLUES (1962) Bobby spiller sammen med Stella Stevens. En film af John Cassavetes.
- STATE FAIR (1962) Bobby spillede i denne Musical sammen med Pamela Tiffin, Ann-Margret og Pat Boone. Han synger "This Isn't Heaven" og "It's a Grand Night for Singing."
- HELL IS FOR HEROES (1962) Bobby spiller sammen med Steve McQueen, James Coburn og Fess Parker i dette krigsdrama.
- PRESSURE POINT (1962) Bobby leverede excellent rolle i dette drama (han modtog en Golden Globe Award for Mest lovende mandlig ny skuespiller) Bobby spillede sammen med Sidney Poitier.
- IF A MAN ANSWERS (1962) Den anden Darin/Dee film.
- CAPTAIN NEWMAN M.D. (1963) Bobby modtog en velfortjent Academy Award nomination for Bedste mandlige birolle for sin rolle som Korporal Jim Tompkins. Gregory Peck, Angie Dickinson, Tony Curtis og Larry Storch spiller med i filmen.
- THE LIVELY SET (1964) Bobby skrev musik til denne film, men spiller ikke med i den.
- THAT FUNNY FEELING (1965) Den tredje og sidste Darin/Dee film.
- THAT DARN CAT (1965) Bobby synger åbnings sangen, men spiller ikke med.
- GUNFIGHT IN ABILENE (1967) Bobby's eneste Western.
- COP OUT (1967/1968) Bobby spilled i dette drama sammen med James Mason og Geraldine Chaplin. Filmen er også kendt under navnet "A Stranger in the House."
- THE HAPPY ENDING (1969) Bobby spiller sammen med Shirley Jones, Lloyd Bridges og Jean Simmons.
- THE VENDORS (1970) Bobby skrev, instruerede og producerede denne film. Medvirkende Richard Bakalyan, Gary Wood, Dick Lord og Mariette Hartley. Filmen blev aldrig udgivet.
- HAPPY MOTHER'S DAY LOVE GEORGE (1973) Hans sidste film. Bobby spilled sammen med Cloris Leachman og Ron Howard. Filmen er også kendt under navnet “Run Stranger Run”.

## Tv serier/komedier[8]
År/Serie/Rolle
- 1959 Hennesey: Honeyboy Jones
- 1960 Dan Raven: Bobby Darin
- 1964 Wagon Train, The John Gillman story: John Gillman
- 1964 Bob Hope Presents the Chrysler Theatre; Brad Kubec
- 1965 Burkes Law: Roland Trivers; ukrediteret rolle
- 1965 The Red Skelton Show; Indisk medicin mand får feber
- 1966 Run For Your Life; Mark Shepherd
- 1968 The Danny Thomas Hour; Lonnie
- 1971 Ironside; Charlie Rhine
- 1971 Cade’s County; Billy Dobbs
- 1972 Night Gallery; Landau

## Priser og udmærkelser
- 1959: Grammy for bedste nykommer
- 1962: Golden Globe for bedste mandlige nykommer, sammen med Richard Beymer og Warren Beatty

## Bøger (Biografier/Diskografier)
- Al DiOrio “BORROWED TIME: THE 37 YEARS OF BOBBY DARIN” (Running Press, 1981)[9]
- Al DiOrio “BOBBY DARIN: THE INCREDIBLE STORY OF AN AMAZING LIFE”, den reviderede version af “Borrowed Time”[10]
- Jeff Bleiel “THATS ALL: BOBBY DARIN ON RECORD, STAGE AND SCREEN”[11]
- Jeff Bleiel “THATS ALL: BOBBY DARIN ON RECORD, STAGE AND SCREEN”, den reviderede og udvidede version[12]
- Al Aronowitz "Bobby Darin Was A Friend Of Mine: Volume Three Of The Best Of The Blacklisted Journalist"[13]
- Dodd Darin “DREAM LOVERS: THE MAGNIFICENT SHATTERED LIVES OF BOBBY DARIN AND SANDRA DEE”[14]
- David Evanier “ROMAN CANDLE: THE LIFE OF BOBBY DARIN”[15]
- Michael Seth Starr “BOBBY DARIN: A LIFE” [16]
- Steve Karmen “ME AND BOBBY DARIN”[17]
- Sam Tallerico ” Who Did You Say Your Father Was?[3]
- Sam Tallerico “Who Does He Think His Grandfather Is?”[4]
- Shane Brown ” Bobby Darin: A Listener's Guide”[18]
- Shane Brown ”Bobby Darin: Directions, A Listener's Guide” Udvidede version af “A Listener’s Guide”[19]
- Shane Brown "Bobby Darin: The Ultimate Listener's Guide: Commemorative 50th Anniversary Edition" [20]

## Priser, præstationer og hyldest.[21]
- 1958	Guldplader Tildelt, af Atlantic Records, to guldplader for "Splish Splash" og "Queen of the Hop."
- 1959	Cool For Cats Whiskers award. Best All Round Pop "Mack the Knife”
- 1959	Vinder af to gange Grammy Award Årets plade "Mack the Knife" og "Årets bedste nye kunstner."
- 1959	Guldplader Tildelt af Atlantic Records, to guldplader for "Mack the Knife" og "Dream Lover."
- 1960'erne-1970'erne	Hjertefondsambassadør (King of Hearts)
- 1960	Variety Club of America Pris for "Årets personlighed".
- 1961	Vandt Golden Globe
- 1962	Nomineret til Grammy Award
- 1962	Nomineret Golden Globe
- 5. marts 1962	Hollywood Foreign Press Association "Mest lovende nykommer."
- 26. september 1962	Gyldne laurbær. Nominering for "Top mandlige nye personlighed."
- 1963	Nomineret Golden Globe
- 1963	Franske filmkritikere i Cannes
- 13. april 1964	Nomineret til en Oscar
- 30. september 1964	Gyldne laurbær Nominering til bedste mandlige birolle for Captain Newman M.D.
- 1965	Nomineret Golden Globe Original sang
- 1966	Nomineret til Grammy Award Bedste moderne (Rock & Roll) solopræstation.
- 26. maj 1982	Hollywood Walk of Fame. Darin modtager sin STJERNE.
- 14. maj 1988	Atlantic Records 40-års jubilæumsfest i Madison Square Garden. Bobby Darin og Otis Redding hædret som to af Atlantens vigtigste stjerner.
- 17. januar 1990	Rock and Roll Hall of Fame. Induktionskategori
- 1999	Grammy Hall of Fame. Darin’s "Mack the Knife" modtager hæderen.
- 9. januar 1999	New York Sheet Music Society-hyldest.
- 14. maj 1999	Bobby Darin-prisen. Stipendium i Bobbys navn genoplives.
- 14. maj 1999	Bobby Darin Day i Bronx.
- June 9, 1999	Songwriters' Hall of Fame. Dodd Darin tager imod prisen for sin far.
- 26. juni 2004	Bronx Walk of Fame
- 23. september 2004	Festen i San Gennaro LA. Bobby er hædret som "en inspiration og en stor performer."
- 14. maj 2007	Las Vegas Walk of Stars. Darin modtager sin STJERNE.
- 2007	Hit Parade Hall of Fame. Darin er æret.
- 31. januar 2010	GRAMMY Award. Darin er hædret med Lifetime Achievement Award! Dodd Darin tager imod prisen for sin far.
- 24. oktober 2010	Fans' Entertainment Hall of Fame. Darin er hædret for sin fremragende underholdning. Darin’s "Whatta band!" medlemmerne Tommy Amato og Billy McCubbin tog imod prisen for Bobby.
- 15. marts 2013 America's Pop Music Hall of Fame. Darin bliver optaget.
- 23. marts 2016 Library of Congress National Recording Registry. "Mack the Knife" er indsat.

## CD'er
BD LPs på CD:
- Bobby Darin (18/10/94)

- That's All (28/6/94)

- This Is Darin (28/6/94)

- This Is Darin/That's All (14/1/14)

- Darin at the Copa (28/6/94)

- Bobby Darin for Teenagers Only (24/3/09)

- 25th Day of December with Bobby Darin (129/10/91)

- Two of a Kind (25/9/90)

- Love Swings (30/8/03)

- Twist with Bobby Darin (30/8/03)

- Sings Ray Charles (30/8/03)

- Things & Other Things (30/8/03)

- Oh! Look at Me Now/Hello Dolly to Goodbye Charlie (2 CD’er) (1/10/01)

- You're the Reason I'm Living/18 Yellow Roses (2 CD’er) (30/9/02)

- You're the Reason I'm Living/I Wanna Be Around (Venice Blue) (1/10/01)

- It's You or No One (30/8/03)

- Earthy/Golden Folk Hits (2 CD’er) (30/9/02)

- Winners (30/8/03)

- The Shadow of Your Smile/In a Broadway Bag (Two-fer CD) (28/8/98)

- If I Were a Carpenter/Inside Out (2 CD’er) (28/8/98)

- Bobby Darin Sings Dr. Dolittle (15/12/98)

- Sings Doctor Dolittle/Born Walden Cassotto (2 Cd’er) (2007)

- Commitment & Rare Darin (10/9/2007)

- Bobby Darin 1936-1973 (1/7/91)

- Bobby Darin - Original Album Series (Warner Bros.) (18/10/11)

Darin CD Opsamlinger: Udgivelsesdato
- Go Ahead and Back Up-The Lost Motown Masters (Real Gone Music) (13/7/18) [22]

- Things-The Singles Collection (Jasmine Music) (12/5/17)

- Two of a Kind (Expanded Edition) (24/3/17)

- Rare Capitol Masters (Deluxe Edition) (6/6/16)[23]

- Another Song on My Mind the Motown Years (Real Gone Music) (6/5/16)

- The Absolutely Essential 3 CD Collection Box Set (UK) (28/8/15)

- Bobby Darin: The Complete US & UK A & B Sides 1956-62 (4/11/14)

- Bobby Darin: Long Play Collection - 3 Disc Set (9/9/14)

- Icon - Bobby Darin (Capitol) (5/8/14)

- The Milk Shows - 2 Disc Set (14/7/14)

- The Bobby Darin Story - Bobby Darin [Box Set] (28/7/14)

- Bobby Darin - 25 Greatest Hits (12/11/13)

- 101-Mack the Knife (11/6/13)

- Ultimate Bobby Darin: 15 Original Hits (Green Hill) (21/5/13)

- Swings the Great American Songbook (15/1/13)

- The Best of Bobby Darin (15/1/13)

- 8 Classic Albums [4 Disc Set](Real Gone Music) (1/1/13)

- Rocker Swinger Crooner [5 Disc Set] (101 Distribution) (5/6/12)

- Flashback with Bobby Darin (Rhino Flashback) (14/2/12)

- Christmas with Bobby Darin (4/10/11)

- Beyond the Sea-His Greatest Hits (ZYX) (16/9/11)

- Mighty Mighty Man [2 Cd’er] (25/1/11)

- Splish Splash (101 Distribution) (18/1/11)

- Purely Bobby Darin [2 Cd’er] (7/12/10)

- Don't Dream of Anybody But Me [2 Cd’er] (12/11/10)

- Beyond the Sea [Box Set] (20/4/10)

- Bobby Rocks (8/4/08)

- Early Bobby Darin (El Toro) (4/3/08)

- Seeing Is Believing (Music Force) (7/11/06)

- Definitive Pop (Rhino/WEA) (07/11/06)

- Bobby Darin Swings (26/10/06)

- Swing an' Slow (12/10/06)

- Very Best of Bobby Darin (12/10/06)

- Mack the Knife (15/8/06)

- The Best of Bobby Darin (Samlerobjekter) (27/6/06)

- Mack the Knife (Samlerobjekter) (13/6/06)

- Dream Lover: The Platinum Collection (27/9/05)

- Dream Lover (American Legends) (14/6/05)

- Live from Las Vegas (Flamingo) (Capitol) (26/4/05)

- Feelin' Good: A Classic Collection (Recall Records UK) (29/3/05)

- Live! At the Desert Inn (Concord) (22/3/05)

- The Swinging Side of Bobby Darin (Capitol) (25/1/05)

- This Is Gold (Disky) (20/12/04)

- Legendary Bobby Darin (Capitol) (28/9/04)

- Bobby Darin: Aces Back to Back (Hyena Records DVD/CD) (14/9/04)

- Songs from Big Sur (Varese Saraband) (14/9/04)

- Beyond the Sea/Live (Delta) (27/7/04)

- Dream Lovers (Delta) (27/7/04)

- Beyond the Sea: Definitive (Rhino/Wea) (19/7/04)

- Mack the Knife and Other Hits (10/10/03)

- Classic Masters/Bobby Darin (The Right Stuff) (1/4/03)

- Essential Bobby Darin (EMI) (24/3/03)

- The Hit Singles Collection (Rhino) (16/4/02)

- The Very Best of Bobby Darin (2001)

- Moods/Swings (Edsel) (24/4/01)

- Bobby Darin Sings the Standards (16/4/01)

- The Curtain Falls: Live at the Flamingo (10/4/01)

- The Magic of Bobby Darin (9/4/01)

- Bobby Darin: I Got Rhythm (3/4/01)

- Unreleased Capitol Sides (21/9/99)

- If I Were a Carpenter-The Very Best of Bobby Darin-1966-1969 (14/9/99)

- Spotlight on Bobby Darin (9/9/99)

- Bobby Darin: Wild, Cool & Swingin' (8/6/99)

- Swingin' the Standards (11/5/99)

- Bobby Darin: The Capitol Collector's Series (2/4/99)

- The Capitol Years 3 CD box set (16/10/98)

- A&E; Biography Enhanced CD (16/6/98)

- As Long as I'm Singin': The Bobby Darin Collection (21/11/95)

- From Sea to Sea (Landmark) (19/3/1993)

- Roberto Cassotto: Rare, Rockin and Unreleased (Ring of Stars)

- The Best of Bobby Darin Vol. One: Splish Splash (29/10/91)

- The Best of Bobby Darin Vol. Two: Mack the Knife (29/10/91)

- Bobby Darin Greatest Hits (Curb label) (21/8/90)

- The Bobby Darin Story (7/2/89)

- The Ultimate Bobby Darin (1/1/86)

Svær at finde CD’er:
- Bobby Darin Reader's Digest CD Box Set

- Bobby Darin: A Touch of Class

- Bobby Darin: Original Gold

- From Hello Dolly to Goodbye Charlie/Venice Blue (To CD’er) (30/9/02)

- Rare Performances[24]

- If I Were a Carpenter CD [25]

## Dvd'er (udvalg)
Aces Back to Back The CD/DVD set
Songmakers Collection A&E Biography
Bobby Darin: Mack Is Back!
Seeing Is Believing
Bobby Darin: Beyond the Song.
The Darin Invasion
1973 The Bobby Darin Shows
Bobby Darin Singing At His Best!

## Eksterne links
- Offisielt nettsted
- Bobby Darin på allmusic.com
- Bobby Darin på Internet Movie Database (engelsk)
- Bobby Darin på Filmdatabasen
- Bobby Darin på Svensk Filmdatabas (svensk)
- Bobby Darin på AlloCiné (fransk)
- Bobby Darin på AllMovie (engelsk)
- Bobby Darin på Rotten Tomatoes (engelsk)
- Bobby Darin på The Movie Database (engelsk)
- Bobby Darin på Encyclopædia Britannica Online (engelsk)